# Jared Harper
Jared Lamar Harper (ur. 14 września 1997 w Atlancie) – amerykański koszykarz, występujący na pozycji rozgrywającego, od 2022 zawodnik Walencji Basket.
W 2016 wziął udział w meczu gwiazd amerykańskich szkół średnich, Derby Classic.
14 marca 2020 został zwolniony przez Phoenix Suns. 25 czerwca zawarł umowę z New York Knicks na występy zarówno w NBA, jak i zespole G-League – Westchester Knicks. 25 listopada podpisał kolejny, identyczny kontrakt z zespołem. 23 kwietnia 2021 Knicks przekonwertowali jego umowę na 10-dniową. 14 września 2021 zawarł umowę z New Orleans Pelicans na okres obozu przygotowawczego. 9 października opuścił klub. 21 grudnia 2021 podpisał kontrakt z New Orleans Pelicans na występy w NBA oraz zespole G-League – Birmingham Squadron. 9 stycznia 2022 został zwolniony. 28 marca 2022 zawarł kolejna umowę z Pelicans na występy w NBA i G-League. 7 września 2022 dołączy do Walencji Basket. 1 sierpnia 2023 przedłużył umowę z klubem.

## Osiągnięcia
Stan na 20 października 2023, na podstawie, o ile nie zaznaczono inaczej.
NCAA
- Uczestnik rozgrywek:
  - NCAA Final Four (2019)
  - II rundy rozgrywek NCAA (2018, 2019)
- Mistrz:
  - turnieju konferencji Southeastern (SEC – 2019)
  - sezonu regularnego SEC (2018)
- Zaliczony do:
  - I składu turnieju:
    - SEC (2019)
    - Maui Invitational (2019)

  - II składu SEC (2018, 2019)
  - SEC Community Service Team  (2018)

Indywidualne
- Zaliczony do:
  - I składu NBA G League (2021)[14]
  - III składu NBA G League (2022)